# Benjamin Henrichs (Kritiker)
Benjamin Henrichs (* 1946 in Stuttgart) ist ein deutscher Theater- und Literaturkritiker sowie Verfasser von Essays.

## Leben und Wirken
Der Sohn des Regisseurs und Theaterintendanten Helmut Henrichs wuchs in München auf, wo er auch studierte. Ab 1969 verfasste er Theaterkritiken für die Süddeutsche Zeitung und Theater heute.
Seit 1973 war Henrichs Feuilletonredakteur der Hamburger Wochenzeitung Die Zeit, wo er im Lauf der Zeit zu einem maßgebenden Kritiker avancierte. Aufgrund von Differenzen mit seiner damals neuen Ressortleiterin Sigrid Löffler kündigte er dort 1997. 1998 kehrte er dann als Autor der Berliner Redaktion zur Süddeutschen Zeitung zurück.
Seit 2011 ist Henrichs im Ruhestand.

## Auszeichnungen
- 1986 erhielt er den Salzburger Kritikerpreis für seine Besprechung der 1985 stattgefundenen Uraufführung des Stückes Der Theatermacher am Wiener Burgtheater.
- Österreichischer Staatspreis für Kulturpublizistik (1988)
- Johann-Heinrich-Merck-Preis für literarische Kritik (1992)